# 甲狀腺促素釋素
甲狀腺促素釋素（Thyrotropin-releasing hormone，TRH）簡稱甲釋素，是由下視丘所製造的肽類激素，能夠調節腦下垂體前葉分泌促甲状腺激素（甲促素，thyroid-stimulating hormone，TSH）與催乳素。甲釋素前体化学式为:C1069H1673O348N345S2
TRH除了腦部以外，也能夠在消化管與胰島檢測到。合成TRH被利用來檢查下視丘與甲狀腺功能是否正常。

## 化學組成
TRH的分子量為 359.5 Da。分子式为：C16H22N6O4
結構式為：
(pyro)Glu-His-Pro-NH2

## 發現經過
罗歇·吉耶曼和安德鲁·沙利爭相想要提煉出當時還只是假說的下視丘激素，但是從數十萬頭大型動物（吉耶曼和沙利分別以羊和豬為對象）的下視丘組織來提煉的工程相當艱鉅。兩人在1962年時從提煉困難的促腎上腺皮質素釋放激素（腎皮釋素，corticotropin-releasing hormone、CRH）撤手，轉而投入TRH的提煉作業，但是仍然無法在短時間內得到成果。
至1969年，好不容易從焦麩胺酸（Pyroglutamic acid）、組胺酸、脯胺酸這3種胺基酸的殘基，確認羧基末端所連接的是胺化肽類（Glp-His-Pro-NH2），而雙方的團隊幾乎在同一時間接獲對方成功的消息。吉耶曼和沙利因為這項成就，於1977年獲得了诺贝尔生理学或医学奖。可以說由於TRH實際從下視丘提煉成功，才得以證明下視丘具有調節腦下垂體前葉分泌功能的假說。

## 生理學

三碘甲状腺素（T_{3}）及四碘甲状腺素（T_{4}）在体内的运作系统

TRH由下視丘所製造，經由下視丘腦垂腺門系統運送至腦下垂體前葉（腺垂體）。TRH能夠刺激腺垂體生成分泌催乳素和甲狀腺促素TSH。TSH受TRH刺激，間接在甲狀腺分泌甲狀腺素T4和三碘甲狀腺素T3。
腦下垂體前葉受損或功能低下（腺垂體功能減退症），使得腺垂體對於流入的TRH過度或減少反應，導致TSH不足或沒有，接著影響到T4和3的製造分泌減少，這種情形稱為續發性甲狀腺功能低下症（secondary hypothyroidism）。
如果供應腺垂體的TRH分泌失調，會和減少反應的腺垂體功能減退症具有相同的結果，這與所知的再發性甲狀腺低下症（tertiary hypothyroidism）機制並不相同。它會令下丘腦和腦下垂體之間形成有如肝門靜脈淤塞的現象（Pickardt綜合症）。
TRH對腦下垂體除了上述主要作用外，亦刺激腦下垂體分泌催乳素這種可以刺激女性乳腺分泌乳汁的激素。
肢端肥大症或巨大症的患者，大約有一半病例是因為TRH使生長激素分泌增加而造成。在健康人身上不會觀察到這種現象。

### 中樞神經元的影響
TRH的主要效果直接影響大腦，與其作用在甲狀腺的效果沒有關係。這說明TRH反映出在血液中T3和T4濃度增加的低抑制效果。
TRH是大腦中的一種神經傳遞物質：
- 溫度調節。
- 疼痛抑制。
- 睡眠時間規律。
- 抑制食物與流質的攝取。
- 控制其他各種行動。

TRH也間接影響生長力：
- 刺激胃酸產生與胃腸蠕動。
- 刺激交感神經使胰島素分泌。
- 刺激胰腺的外分泌功能。
- 提升心跳與血壓。

## 备注
1. ↑  甲狀腺促素釋素、促甲狀腺素釋素、甲釋素為國立編譯館譯名。常見名稱另有促甲狀腺激素釋放激素[1]（中國大陸譯名）、甲狀腺刺激素釋放激素、甲狀腺釋素等。

## 外部連結
- Thyrotropin-Releasing Hormone （页面存档备份，存于） （英文）